# 교육기관
교육기관(敎育機關)은 부모, 교육자, 학생들을 포함한 모든 사람들을 교육시키는데 필요한 기관들의 통칭이다. 비슷한 말로 교육시설이 있다.

## 학교 및 생활기록부 관련 교육기관의 분류
- 학교
- 학원
- 과외
- 공부방

## 유아 교육기관
- 유치원
- 어린이집

## 공무원 교육기관
- 군기교육대
- 교육연수원

## 부모교육기관
- 육아교육기관

## 교육기관 분류에 따른 특징

### 유치원과 어린이집
유치원과 어린이집은 유아기 때 기본적인 생활양식과 국어 학습에 필요한 기본적인 내용등을 가르친다.

## 학교내신 및 생활기록부 관련 교육기관

### 학교
교실과 칠판이 있으며, 대부분 컴퓨터로 수업 내용과 관련된 내용의 자료를 빔프로젝터, TV를 통해 보여주는 경우가 많다.
학교는 초등학교, 중학교, 고등학교, 대학교 등으로 나뉜다.

## 같이 보기
- 대한민국의 교육
- 미국의 교육
- 스웨덴의 교육
- 사교육
- 공교육
- 유아천국
- 어린이천국
- 초등지옥
- 중지옥
- 고등지옥
- 대지옥
- 성인지옥